# Charálambos Pachís
Charálambos Pachís (en grec moderne : Χαράλαμπος Παχής), né en 1844 à Corfou et mort dans cette même île le 1891, est un peintre grec de l'école ionienne spécialisé dans les paysages et les scènes historiques.

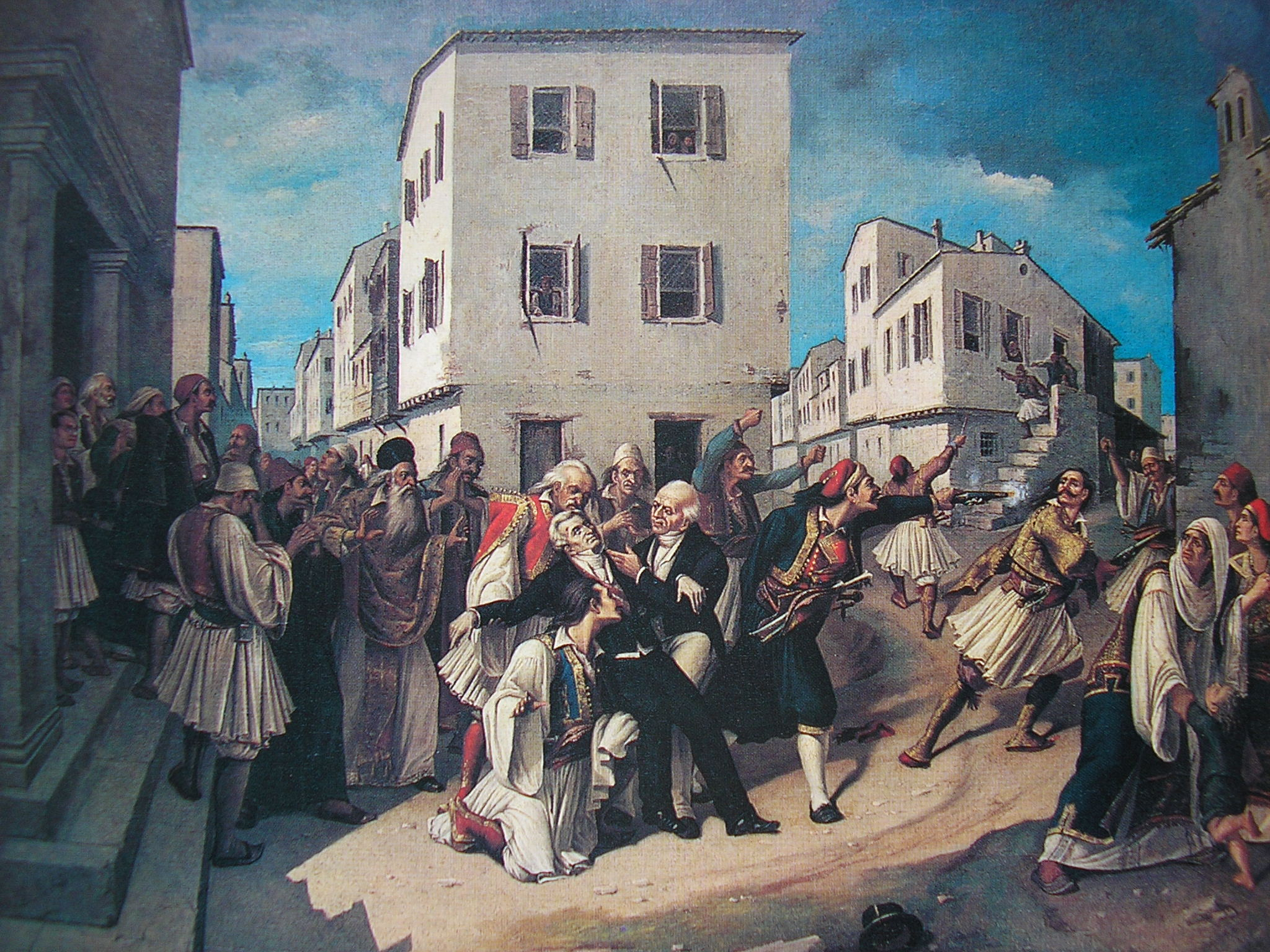
Assassinat d'Ioánnis Kapodístrias.
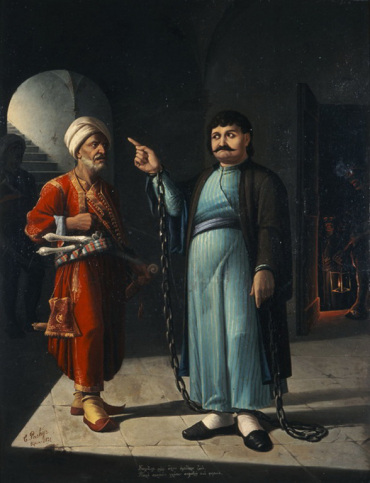
Rigas.